# Slender Man (película)
Slender Man es una película de terror sobrenatural estadounidense de 2018 dirigida por Sylvain White y escrita por David Birke, basada en el personaje ficticio del mismo nombre. La película está protagonizada por Joey King, Julia Goldani Telles, Jaz Sinclair, Annalise Basso y Javier Botet.
La película se anunció en mayo de 2016, y gran parte del reparto se unió un año después. El rodaje tuvo lugar en Massachusetts entre junio y julio de 2017. Slender Man fue lanzada en Estados Unidos el 10 de agosto de 2018 por Screen Gems.

## Trama
En una pequeña ciudad de Massachusetts, cuatro amigas —Wren, Hallie, Chloe y Katie— convocan a Slender Man. Una semana después, Katie desaparece y las otras tres chicas van a su casa para investigar en busca de pistas, descubriendo que Katie había estado involucrada en el ocultismo y quería que Slender Man se la llevara.
Las tres chicas deciden ponerse en contacto con Slender Man en un intento por recuperar a Katie a cambio de otra cosa. Wren, que ha investigado la mitología de Slender Man, advierte a Hallie y Chloe que no abran los ojos mientras las tres están en contacto con Slender Man por temor a la muerte o la locura. Chloe entra en pánico, abre los ojos y se encuentra cara a cara con Slender Man. Algún tiempo después, Slender Man aparece y la vuelve loca.
Wren, que sufre de visiones espantosas, busca una solución mientras Hallie intenta seguir adelante sin éxito. Poco después, Lizzie, la hermana menor de Hallie, sufre un serio ataque de pánico y es enviada al hospital y sedada. Hallie descubre que Wren había intentado entrar en contacto con Slender Man nuevamente, con la ayuda de Lizzie.
Hallie se enfrenta a Wren sobre su hermana. Wren le dice a Hallie que Slender Man solo las quiere antes de que Slender Man la tome. Hallie, dándose cuenta de que la única forma de salvar a Lizzie es entregarse a Slender Man, se sacrifica por su hermana. Lizzie puede recuperarse y reflexionar sobre la situación que resultó en la muerte de su hermana y las amigas de esta.

## Elenco y personajes
- Joey King como Wren.
- Julia Goldani Telles como Hallie.
- Jaz Sinclair como Chloe.
- Annalise Basso como Katie.
- Taylor Richardson como Lizzie.
- Alex Fitzalan como Tom.
- Kevin Chapman como el Sr. Jensen
- Javier Botet como Slender Man.

## Producción

### Desarrollo
En mayo de 2016, se informó de que  Sony Pictures había comenzado a desarrollar Slender Man basándose en el personaje mítico sobrenatural creado por Eric Knudsen, con un guion de David Birke. Screen Gems de Sony había iniciado conversaciones con Mythology Entertainment, Madhouse Entertainment y It Is No Dream Entertainment para producir y distribuir la película. El 4 de enero de 2017, Sylvain White fue contratado para dirigir la película, mientras que los productores de la película serían Mythology Brad Fischer, James Vanderbilt, y William Sherak, de Madhouse y Sarah Snow, de No Dream.

### Casting
El 22 de mayo de 2017, se anunció un reparto que incluía a Joey King, Julia Goldani Telles, Jaz Sinclair, Annalise Basso, Talitha Bateman (que fue sustituida por Taylor Richardson) y Alex Fitzalan. En julio de 2017, Kevin Chapman se unió al reparto como un padre alcohólico derrotado emocionalmente.

### Rodaje
La fotografía principal en la película comenzó el 19 de junio de 2017, en Boston y concluyó el 28 de julio.

## Marketing
El 3 de enero de 2018, se lanzó el primer teaser tráiler. Las reacciones fueron variadas, y algunas publicaciones en línea describieron el avance como una «ruta de terror tradicional y de bajo presupuesto». Otras publicaciones señalaron que la película se estrenaría cuatro años después del apuñalamiento de Slender Man en el condado de Waukesha, Wisconsin en 2014. Después del debut en línea del tráiler, Bill Weier, el padre de Anissa Weier (que cometió el apuñalamiento junto a Morgan Geyser), declaró que la producción y el lanzamiento de la película es "extremadamente desagradable", y aconsejó a los cines locales que no proyectasen la película.

## Lanzamiento
Slender Man fue estrenada el 10 de agosto de 2018. Originalmente había sido programada para ser lanzada el 18 de mayo de 2018 por Screen Gems, pero en enero de 2018, fue trasladada al 24 de agosto de 2018 para evitar la competencia con Deadpool 2.

## Recepción

### Taquilla
En los Estados Unidos y Canadá, Slender Man fue lanzada junto a The Meg y BlacKkKlansman, y se proyectó que recaudaría $8–12 millones de 2.109 salas en su fin de semana de estreno. La película recaudó $4.9 millones en su primer día, incluyendo $1 millón de las vistas previas del jueves por la noche, y llegó a debutar con $ 11.3 millones, terminando en cuarto lugar en taquilla.

### Respuesta crítica
En Rotten Tomatoes, Slender Man tiene una calificación de aprobación del 8% con base en 64 reseñas, con un promedio de 3.2/10. En Metacritic, la película tiene un puntaje promedio ponderado de 30 sobre 100, basado en 15 reseñas, lo que indica «reseñas generalmente desfavorables». Las audiencias encuestadas por CinemaScore dieron a la película una calificación promedio de «D–» en una escala de A + a F, mientras que PostTrak informó que los espectadores le dieron un 38% de «horrible».